# 2021
L'any 2021 fou un any comú que va començar en divendres en el calendari gregorià. Va ser declarat per l'Organització de les Nacions Unides l'Any Internacional per la Pau i la Confiança, l'Any Internacional de l'Economia Creativa pel Desenvolupament Sostenible, l'Any Internacional de la fruita i la verdura, i l'Any Internacional per a la eliminació del treball infantil.

## Esdeveniments previstos

10 de juny: eclipsi solar
4 de desembre: eclipsi solar.

- 14 de febrer: eleccions al Parlament de Catalunya.
- 7 de març: eleccions al Futbol Club Barcelona.
- La Volta Ciclista a Catalunya celebrarà la seva edició número 100, una xifra històrica només assolida abans pel Tour de França i el Giro d'Itàlia.[5]
- Costa Rica s'ha compromès a nació completament neutral en carboni l'any 2021. Aquesta data límit ha estat fixada pel president Óscar Arias Sánchez.
- Data més pròxima per al llançament de la primera missió del vehicle espacial Orion.
- Els Jocs Olímpics d'Estiu de 2020 se celebraran enguany, després d'haver-se ajornat per la pandèmia per coronavirus de 2019-2020.

### Cinema
| M/d   | Direcció                 | Títol                                   | Gènere         |
| ----- | ------------------------ | --------------------------------------- | -------------- |
| 05/18 | Guille Cascante          | Balandrau, infern glaçat                | documental     |
| 07/24 | Jaume Collet-Serra       | Jungle Cruise                           | fantasia       |
| 03/20 | Jaume Domènech i Barcons | Gustau, la Transició al descobert       | documental     |
| 06/10 | Agustí Villaronga        | El ventre del mar                       | drama          |
| 03/08 | Laura Mañá               | Frederica Montseny, la dona que parla   | drama hist.    |
| 02/26 | Lee Daniels              | The United States vs. Billie Holiday    | drama          |
| 07/13 | Asghar Farhadi           | Ghahreman                               | drama          |
| 08/18 | Toni García              | D'Artacan i els tres gosqueters         | animació       |
| 03/24 | Hall / López             | Raya i l'últim drac                     | animació       |
| 01/28 | Sian Heder               | CODA                                    | com. dramàtica |
| 07/02 | Garth Jennings           | ¡Canta 2!                               | animació       |
| 02/01 | Shaka King               | Judas and the Black Messiah             | drama          |
| 07/16 | Malcolm D. Lee           | Space Jam: Noves llegendes              | fantasia       |
| 01/29 | Sam Levinson             | Malcolm & Marie                         | drama          |
| 02/12 | Jia Ling                 | Ni Hao, Li Huanying (你好，李焕英)      | comèdia        |
| 08/06 | Tom McGrath              | El nadó en cap: Negocis de família      | animació       |
| 04/16 | Chika Nagaoka            | El detectiu Conan: La bala escarlata    | animació       |
| 03/26 | Ilya Naishuller          | Nobody                                  | intriga        |
| 04/30 | Michael Rianda           | La família Mitchell contra les màquines | animació       |
| 09/14 | Andy Serkis              | Venom: Let There Be Carnage             | superheroic    |
| 03/18 | Zack Snyder              | Zack Snyder's Justice League            | superheroic    |
| 02/05 | Samantha Stark           | Objectiu: Britney Spears                | documental     |
| 02/26 | Tim Story                | Tom i Jerry                             | animació       |
| 09/03 | Denis Villeneuve         | Dune                                    | fantàstic      |
| 09/11 | Chloé Zhao               | Nomadland                               | drama          |

```
Fa 4 anys
```

Premis

#### Morts
| El 7 de gener morí l'actriu Marion Ramsey (Police Academy); el 12, el cineasta cubà Enrique Pineda (La bella del Alhambra); el 18, un altre realitzador havaner, Juan Carlos Tabío (Fresa y chocolate). El 8 de febrer, l'actriu irlandesa Rynagh O'Grady (Esmorzar a Plutó); el 12, el cineasta burgalés Antonio Giménez-Rico (El hueso); el 16, el guioniste corunyés Juan Antonio Porto (La Corea). L'11 de març, el director de fotografia novaiorqués Isidore Mankofsky (Skin Deep); el 5 d'abril, l'actor anglés Paul Ritter (Friday Night Dinner); el 12 d'abril, l'actor asturià Juan José Otegui (Todo sobre mi madre). | El 24 de maig, l'actriu japonesa Itoko Tsuji (Ōsaka monogatari). El 3 de juny, l'actriu índia B. Jaya (Gowdru). El 20 d'agost, la dobladora madrilenya Matilde Vilariño (Marcelino, pan y vino); el 26, la secundària madrilenya Juana Ginzo Gómez (Antártida). El 29 de setembre, el crític Antonio Gasset Dubois (Días de cine). El 21 d'octubre tingué lloc l'Accident en el rodatge de 'Rust' (Q109116318), de resultes del qual morí la directora de fotografia. El 7 de novembre, el dissenyador de vestuari Silvio Laurenzi (La commare secca). |

- 4gen  Tanya Roberts (Sheena, reina de la jungla)
- 7gen  Michael Apted (Goril·les en la boira)
- 22gen  Hal Holbrook (Tots els homes del president)
- 27gen  Cloris Leachman (L'última projecció)
- 28gen  Cicely Tyson (How to Get Away with Murder)
- 1feb  Dustin Diamond (Saved by the Bell)
- 3feb  Haya Harareet (L'Atlantide)
- 5feb  Christopher Plummer (Beginners)
- 18feb  Andrei Miagkov (Slujebni roman)
- 11mar  Peter Patzak (Kottan ermittelt)
- 15mar  Yaphet Kotto (Viu i deixa morir)
- 22mar  Susana Canales (Cielo negro)
- 23mar  Hana Hegerová (Konkurs)
- 23mar  George Segal (A Touch of Class)
- 25mar  Bertrand Tavernier (El jutge i l'assassí)
- 31mar  Jesús Yagüe Arechavaleta (Megatón Ye-Ye)
- 3abr  Gloria Henry (Encobridora)
- 7abr  György Szomjas (Talpuk alatt fütyül a szél)
- 8abr  Richard Rush (The Stunt Man)
- 16abr  Helen McCrory (Streetlife)
- 29abr  Libertad Leblanc (La Flor de Irupé)
- 1mai  Olympia Dukakis (Encís de lluna)
- 7mai  Tawny Kitaen (Comiat de solter)
- 22mai  Jacqueline Caurat (Mon pote le gitan)
- 29mai  Gavin MacLeod (La festa)
- 29mai  Libuše Šafránková (Atentat u Sarajevu)
- 11jun  Andrzej Szczytko (Republika nadziei)
- 13jun  Ned Beatty (Network)
- 14jun  Lisa Banes (Arma jove)
- 4jul  Luminița Gheorghiu (Poziţia copilului)
- 5jul  Raffaella Carrà (Von Ryan's Express)
- 5jul  Richard Donner (Superman)
- 5jul  Vladímir Menxov (Moscou no creu en les llàgrimes)
- 5jul  William Smith (Irresistible)
- 6jul  Luis Gasca Burges (Donostiako Zinemaldia)
- 17jul  Pilar Bardem (María querida)
- 22jul  Ana María Ventura (La vida comença avui)
- 27jul  Jean-François Stévenin (La pell dura)
- 9ago  Patricia Hitchcock (Psicosi)
- 11ago  Peter Fleischmann (El poder d'un déu)
- 19ago  Sonny Chiba (Bond of Justice: Kizuna)
- 23ago  Rosita Quintana (Calabacitas tiernas)
- 29ago  Ed Asner (Up)
- 6set  Jean-Paul Belmondo (Itinéraire d'un enfant gâté)
- 8set  Jordi Rebellón (GAL)
- 18set  Mario Camus (El prado de las estrellas)
- 21set  Melvin Van Peebles (Sweet Sweetback's Baadasssss Song)
- 26set  Peter Lodynski (69 Liebesspiele)
- 3oct  Josep Maria Forn i Costa (El somni català)
- 15oct  Geli Albaladejo (Nacidas para sufrir)
- 16oct  Felipe Cazals Siena (Los motivos de Luz)
- 20nov  Valeri Garkalin (Shirli-myrli)
- 29nov  David Gulpilil (Austràlia)
- 4des  Martha De Laurentiis (Hannibal)
- 9des  Cara Williams (The White Buffalo)
- 14des  Verónica Forqué (La vida alegre)
- 31des  Betty White (Golden Girls)

### Còmic
El 14 de gener, un original inèdit d'Hergé per a la portada de l'àlbum El lotus blau se subhastà per 3,2 milions d'euros.
El Comic Barcelona presencial s'ajornà a l'any següent per la COVID, encara que com l'any anterior se celebrà un Comic Barcelona On Demand en línia entre el 28 i el 30 de maig:
la concesió del Gran Premi del Saló del Còmic de Barcelona a l'historiador i editor Antonio Martín Martínez rebé l'oposició de tres cents autors que publicaren un comunicat contra la decisió del jurat de guardonar-lo.
El 12 de juny tingué lloc la 1a Fira del Còmic i el Manga de Martorell, ubicada al centre El Progrés.
Lluc Silvestre Gili guanyà el premi València Nova de novel·la gràfica.
El Free Comic Book Day tingué lloc dissabte 14 d'agost.
El 17 de novembre es presentà l'editorial Finestres, orientada a la publicació d'obres en català.
El 7 de desembre George Pérez anuncià en Twitter que li havien diagnosticat un càncer pancreàtic terminal i que decidí no rebre tractament per tal de passar més temps amb sa muller, la família i els fans.
Defuncions
L'11 de gener morí l'humoriste barceloní Tom Roca, cofundador de Mata Ratos i El Jueves;
el 17, la cronista del TBO, Rosa Segura Serra.
El 18 de març, l'autor moianés Picanyol, creador d'Ot el Bruixot.
El 6 de maig, el mangaka Kentaro Miura, autor de Berserk.
El 18 de maig, el dibuixant de l'escola Bruguera Esegé.
El 16 de juliol, el col·laborador de Cavall Fort Carles Macià i Vives;
el 24, l'autor Romeu, creador de Miguelito.
El 13 d'agost, Enzo Facciolo, dibuixant de Diabolik;
el 16, el guioniste Nacho Moreno, cocreador de Goomer.
El 23 de setembre, l'animador David DePatie, productor executiu de Marvel i creador del personatge animat de La Pantera Rosa.
L'11 de desembre, el mangaka Hiroshi Hirata (Satsuma Gishiden).
- 8feb  Jean-Claude Carrière
- 5mar  Joye Hummel (n. 1942)
- 7mar  Frank Thorne
- 18mar  Picanyol (n. 1948)
- 1mai  John Paul Leon (n. 1972)
- 28mai  Benoît Sokal (n. 1954)
- 6jul  Luis Gasca Burges (n. 1933)
- 14jul  Kurt Westergaard (n. 1935)
- 1set  Henriette Valium (n. 1959)
- 24set  Takao Saito (n. 1936)
- 17oct  Robin Wood (n. 1944)
- 8des  Mitsutoshi Furuya (n. 1936)

### Literatura
```
El 1 d'agost es fundà l'
editorial Medusa
, encara que no començaria a publicar fins l'any següent.
```

Efemèrides
El 23 de febrer feu dos-cents anys de la mort del poeta John Keats. El 21 de juliol, cent anys del traspàs de la feminista búlgara Vela Blagòeva.

### Morts
- 8genJosep Maria Loperena (La casa del fanalet vermell
- 3feb  Joan Corbella i Roig
- 16feb  Joan Margarit i Consarnau
- 13mar  Josep Anton Codina i Olivé
- 6abr  Arcadi Oliveres i Boadella
- 6abr  Eliana Thibaut i Comalada
- 17abr  Joan Badia i Pujol
- 20mai  Francisco Brines Bañó
- 24jun  Xavier Folch i Recasens
- 11jul  Jordi Cussà i Balaguer
- 5set  Renada Laura Portet
- 27set  Jesús Massip
- 1nov  Ferran Blasi i Birbe
- 21nov  Pere Riutort i Mestre
- 21nov  Antonio Escohotado Espinosa
- 29des  Ricard Bellveser

El 3 de gener moriren l'assagiste hispànomexicà Enrique de Rivas Ibáñez, malalt d'Alzheimer, i el poeta extremeny Juan José Alcolea;
el 4, l'editor barceloní Josep Fornas i Martínez;
el 7, el premi Pulitzer d'assaig Neil Sheehan i l'autor dominicà Norberto James Rawlings;
el 29, el poeta moçambiqués Calane da Silva.
El primer de febrer morí el teòleg Jean-Pierre Jossua;
el 3, l'editor valencià Vicent Raga;
el 27, el poeta provençal Sèrgi Bec.
El 15 de març, el novel·liste barceloní Estanislau Torres i Mestres;
el 25, l'escriptor benicarlando Josep Igual i Febrer.
El 9 d'abril, l'activista estatunidenca Judith Reisman;
el 10, el poeta mauricià Édouard J. Maunick;
el 19, el poeta gironí Josep Tarrés i Fontan;
el 28, el filòsof parisenc François Fédier;
el 29, l'escriptor capverdià Onésimo Silveira.
El 12 de maig, l'escriptor irlandés Seamus Deane;
el 29, el novel·liste furlà Paolo Maurensig;
el 31, el poeta barceloní Enrique Badosa Pedro.
El 6 de juny, el novel·liste francòfon Michel Host;
l'11, el filòleg menorquí Juli Moll i Gómez de la Tía i la novel·lista irlandesa Lucinda Riley;
el 18, el poeta igualadí Pius Morera i Prat;
el 20, el traductor txec Jan Schejbal.
El 16 de juliol, el novel·liste barceloní Carles Macià i Vives;
el 22, la poeta mont-realera Michèle Lalonde.
El 5 d'agost, l'historiador Michel Duchein;
el 6, l'assagiste donostiarra Mikel Azurmendi Intxausti;
el 16, el toquiota Hiroshi Sakagami;
el 19, el poeta tibetà Tsepa.
El 28 de setembre morí a Cambrils el poeta lleidatà Ramon Pedrós Martí.
El 16 d'octubre, l'escriptora irlandesa Máire Mhac an tSaoi.
Al novembre, Ricard Creus i Marzo;
el 13, el biògraf John Pearson;
el 23, l'escriptor de ciència-ficció Miquel Barceló García i el murcià Antonio Prieto Martín.
El 14 de desembre, la novel·lista suïssa Maja Beutler;
i, el 18, l'escriptora francòfona rossellonesa Adrienne Cazeilles (n. 1923).
- 1gen  Carlos Escudé
- 2gen  Guadalupe Grande Aguirre
- 3gen  Elena Santiago
- 11gen  Vassilis Alexakis (Abans, Talgo)
- 14gen  Vicente Alejandro Guillamón
- 19gen  Cesare Maestri
- 26gen  Lars Norén
- 28gen  Kathleen Ann Goonan
- 8feb  Jean-Claude Carrière
- 14feb  Mourid al-Barghouti
- 22feb  Lawrence Ferlinghetti
- 24feb  Philippe Jaccottet
- 25feb  Arkadi Davidóvitx
- 9mar  Pepe Rei
- 11mar  Ernesto Ráez Mendiola
- 21mar  Nawal al-Sa'dawi
- 21mar  Adam Zagajewski
- 24mar  Jorge Martínez Reverte
- 25mar  Beverly Cleary
- 25mar  Uta Ranke-Heinemann
- 5A  Marshall Sahlins
- 8A  Jovan Divjak
- 9mai  José Manuel Caballero Bonald
- 23mai  Eric Carle
- 4jun  Friederike Mayröcker
- 9jun  Edward de Bono
- 28jun  Roberto Calasso
- 1ag  Abdalqadir as-Sufi
- 5ag  Roger Lenaers
- 22ag  Jean-Pierre Fragnière
- 23ag  Jean-Luc Nancy
- 17set  Alfonso Sastre
- 18set  Aquilino Duque
- 26set  Zumrud Gulu-zade
- 31oct  Doğan Akhanlı
- 6nov  Raúl Rivero
- 9nov  Jakucho Setouchi
- 13nov  Wilbur Smith
- 14nov  Etel Adnan
- 17nov  Darío Xohán Cabana
- 17nov  Noah Gordon (El metge)
- 27nov  Almudena Grandes
- 1des  Miroslav Zikmund
- 5des  Jean-Paul Didierlaurent
- 11des  Anne Rice
- 15des  bell hooks
- 23des  Joan Didion
- 30des  Lya Luft

### Música
| 06/04 | Animalari urbà                   |
| 04/15 | Antifans                         |
| 07/16 | Bruixes                          |
| 03/19 | Chemtrails over the Country Club |
| 10/22 | Blue Banisters                   |
| 04/16 | The Battle at Garden's Gate      |
| 09/03 | Dawn of Chromatica               |
| 10/29 | Hushed and grim                  |
| 04/16 | Let the Bad Times Roll           |
| 05/21 | Seeking New Gods                 |
| 01/08 | Drivers License                  |
| 01/29 | OK Human                         |
| 05/07 | Van Weezer                       |
| 06/04 | Blue Weekend                     |

```
Fa 4 anys
```

El Concert de Cap d'Any de la Filharmònica de Viena se celebrà per primera vegada sense públic, per mor de les restriccions sanitàries de la pandèmia de COVID-19: el director fon —per 6a volta— Riccardo Muti.
El quartet romà Måneskin guanyà el Festival de la cançó de Sanremo i el Festival de la Cançó d'Eurovisió 2021 amb la cançó "Zitti e buoni".

### Morts
- Jordi Fàbregas (músic folk)
- Mestres Quadreny (compositor)
- Àlex Casademunt (Operación Triunfo)
- Miquel Farré i Mallofré (pianiste)
- 13nov  el Tio Fredo (cantautor)

El 16 de gener faltà a València la compositora bonaerenca Claudia Montero;
el 17, el guitarriste barceloní Joan-Eloi Vila;
el 18, el compositor manresà Josep Maria Mestres Quadreny;
el 21, el multiinstrumentiste sallentí Jordi Fàbregas i Canadell, fundador del Tradicionàrius i El Pont d'Arcalís;
el 24, la ballarina barcelonina Carme Mechó i Cunillera;
el 29, la cantautora en judeocastellà Flory Jagoda;
el 31, l'artista barcelonina Alicia Tomás Jiménez.
El 2 de febrer morí la soprano txeca Libuše Domanínská;
el 20, el divulgador valentí Octavio Hernández Bolín;
el 27, el compositor pobler Antoni Caimari i Alomar.
El 2 de març morí la violoncel·lista anglesa Anna Shuttleworth;
el 6, la soprano perpinyanenca Renée Doria;
el 17, el compositor cinematogràfic Antón García Abril.
El 24 d'abril traspassà el compositor Shunsuke Kikuchi, autor dels opening de diversos anime;
el 28, l'organiste neerlandés Liuwe Tamminga;
el 29, el director polonés Kazimierz Kord.
el 14 de maig, la compositora estoniana Ester Mägi;
el 15, la soprano estatunidenca Mildred Allen;
el 19, el director austríac Martin Turnovský;
el 26, la coreògrafa genovesa Luciana Novaro;
el 27, la ballarina Violetta Elvin.
El 5 de juny, el sardaniste mataroní Joaquim Tristany i Gual i la també ballarina Lucette Aldous;
el 20, la violinista i directora novaiorquesa Jeanne Lamon;
el 25, el compositor barceloní Lluís Albert i Rivas.
El 13 de juliol, el musicòleg mallorquí Joan Parets Serra;
el el 27, el cantautor rus Borís Mikhàilovitx Iemeliànov.
El primer de setembre, el pianiste havaner Adalberto Álvarez;
el 8, el compositor londinenc Robert Prizeman, fundador de Libera;
el 29, el compositor lituà Bronius Kutavičius.
El primer d'octubre, el violiniste novaiorqués Raymond Gniewek;
el 19, el lletriste londinenc Leslie Bricusse.
El primer de novembre, el pianiste brasiler Nelson Freire;
el 5, la cantant d'òpera Joan Carlyle;
el 7, el clarinetiste hongarés Bélà Kovacs;
el 14, el sardaniste terrassenc Heribert Segalà i Ridameya;
el 16, l'organiste occità Jean-Claude Raynaud.
El 7 de desembre morí Steve Bronski, fundador de Bronski Beat;
el 9, el cantautor Ramon Muntaner i Torruella;
el 18, la seiyū japonesa Sayaka Kanda;
el 22,  el guitarriste londinenc Robin Le Mesurier;
el 29, el compositor sud-africà Peter Klatzow.
- 1gen  Carlos do Carmo (fadiste)
- 5gen  Boni (Barricada)
- 5gen  Osian Ellis (harpiste)
- 7gen  Biserka Cvejić (mezzosoprano)
- 16gen  Phil Spector (productor)
- 18gen  Jimmie Rodgers (cantant pop)
- 29gen  Hilton Valentine (guitarriste)
- 9feb  Chick Corea (pianiste de jazz)
- 4mar  Alan Cartwright (Procol Harum)
- 5mar  Patrick Dupond (ballarí)
- 5mar  Michael Stanley (cantautor)
- 9mar  James Levine (director)
- 10mar  Liudmila Liàdova (compositora)
- 17mar  Freddie Redd (compositor de jazz)
- 20mar  Taryn Fiebig (soprano)
- 20mar  Ievgueni Nesterenko (baix)
- 23mar  Hana Hegerová (cantant)
- 24mar  Rudolf Kelterborn (compositor)
- 11abr  Zoran Simjanović (compositor)
- 19abr  Jim Steinman (productor)
- 23abr  Milva (cantant)
- 24abr  Christa Ludwig (mezzosoprano)
- 18mai  Franco Battiato (cantautor i compositor)
- 27mai  Carla Fracci (ballarina i coreògrafa)
- 20jun  David R. Edwards (Datblygu)
- 1jul  Louis Andriessen (compositor)
- 5jul  Raffaella Carrà (cantant)
- 6jul  Djivan Gasparian (dudukiste)
- 10jul  Esther Bejarano (cantant)
- 26jul  Joey Jordison (Slipknot)
- 28jul  Dusty Hill (ZZ Top)
- 11ago  Gianluigi Gelmetti (compositor)
- 13ago  Nanci Griffith (cantautora)
- 14ago  Ígor Óistrakh (violiniste)
- 23ago  Rosita Quintana (cantant)
- 24ago  Charlie Watts (The Rolling Stones)
- 27ago  Siegfried Matthus (compositor)
- 29ago  Lee Perry (productor)
- 2set  Michel Corboz (compositor)
- 2set  Theodorakis (compositor)
- 30set  Carlisle Floyd (compositor)
- 30set  Kōichi Sugiyama (compositor de videojocs)
- 3oct  Gianpiero Taverna (director)
- 8oct  Petru Guelfucci (Canta U Populu Corsu)
- 11oct  Paddy Moloney (The Chieftains)
- 18oct  Edita Gruberová (soprano de coloratura)
- 21oct  Bernard Haitink (director)
- 10nov  Miroslav Žbirka (Modus)
- 18nov  Slide Hampton (tromboniste)
- 24nov  Mārtiņš Brauns (compositor)
- 26nov  Stephen Sondheim (compositor)
- 28nov  Aleksandr Gradski (cantant)
- 30nov  Marjorie Tallchief (ballarina)
- 1des  Alvin Lucier (compositor)
- 11des  Galina Samsova (coreògrafa)
- 17des  Vicente Feliú (cantautor)
- 17des  Carlos Marín (tenor)

### Pilota
| Fi.   | Competició                       | Mod.    | Guanyadors                    | Finalistes                    |
| ----- | -------------------------------- | ------- | ----------------------------- | ----------------------------- |
| 06/26 | 36é Individual CaixaBank         | escala  | Puchol II                     | De la Vega                    |
| 07/03 | 35é Individual CaixaBank         | raspall | Tonet IV                      | Moltó                         |
| 04/17 | 30a Lliga Caixabank              | escala  | De la Vega, Javi i Carlos     | Giner, Pere i Álvaro          |
| 04/24 | 38a Lliga Caixabank              | raspall | Vercher, Canari i Ricardet    | Vicent, Tonet IV i Jose       |
| 11/06 | 7a Copa Diputació-Caixa Popular  | raspall | Ivan i Seve                   | Vicent i Lorja                |
| 11/13 | 14a Copa Diputació-Caixa Popular | escala  | De la Vega i Javi             | Marc i Pere                   |
| 07/30 | 8au Diputació d'Alacant          | escala  | Giner i Conillet              | Salva Palau i Félix           |
| 05/09 | 2n Trofeu Levante UD             | escala  | Puchol II i Álvaro Gimeno     | Pere Roc II i Tomàs II        |
| 05/22 | 3r Torneig Mancomunitats         | raspall | Vicent, Canari i Ricardet     | Marrahí, Brisca i Murcianet   |
| 05/23 | 5t Trofeu Vila-real CF           | escala  | J. Salvador, Nacho i Álvaro G | Marc, Félix i Bueno           |
| 09/05 | 16é Diputació de València        | frontó  | De la Vega i Adrián de Quart  | J. Salvador i Àlex de Paterna |
| 07/07 | Trofeu de Pilota Dénia           | escala  | Giner i Santi                 | Marc i Félix                  |
| 07/22 | Trofeu Bollo - Castelló de Rugat | raspall | Vicent i Canari               | Ivan i Seve                   |
| 07/27 | 31é Trofeu Tio Pena              | escala  | Soro III i Nacho              | Puchol II i Salva             |
| 07/10 | Lliga Caixabank Elit             | raspall | Victòria i Mar de Bicorb      | Anna i Noèlia de Beniparrell  |
| 07/31 | Trofeu de Llargues               | ratlles | Parcent                       | Sella                         |
| 10/23 | Individual Femení                | raspall | Victòria de València          | Mar de Bicorb                 |
| 12/18 | 5t Trofeu Mixt Masymas           | raspall | Salelles II i Tonet IV        | Moltó i Seve                  |

```
Fa 4 anys
```

Al gener, començada la Lliga Bankia d'Escala i Corda, Monrabal anuncià la retirada per motius laborals: el seu lloc l'ocupà Sacha Kruithof.
El 22 de febrer morí el Xato de Museros, considerat el millor mitger de la història de l'escala i corda.
La competició professional es reprengué dimecres 4 de març després del cessament d'activitat.
El 31 de juliol morí Genovés I, un dels millors pilotaires de la història;
el 30 de novembre, el frontoner basc Pampi Laduche.
El 23 de desembre, l'escalater Genovés II anuncià la retirada després de la temporada del 2022 i la intenció de presidir la Federació de Pilota Valenciana.

### Videojocs
| M/d   | jocs          |     | sist.                 |
| ----- | ------------- | --- | --------------------- |
|       | Axie Infinity |     | div.                  |
| 12/14 | Among Us      | ONU | PS4, PS5, XO, XS      |
| 10/07 | Far Cry 6     | ONU | PS4, PS5, Win, XO, XS |
| 10/08 | Metroid Dread | ONU | Switch                |

```
Fa 4 anys
```

A començament d'any tingué lloc el cas GameStop, en el qual una caterva d'inversors particulars feren encarir les accions de GameStop, Blackberry i altres empreses tecnològiques. Durant l'E3, Nintendo anuncià el llançament d'un nou model de Switch OLED, junt amb el Metroid 5, el 8 d'octubre.
Un exemplar del Super Mario 64 per estrenar se subhastà per un milió i mig de dòlars.
Morts
- 28mai  Benoît Sokal
- 16set  Clive Sinclair
- 30set  Sugiyama
- 28des  John Madden

El 28 de maig morí l'autor belga Benoît Sokal, creador d'Amerzone i la saga Syberia;
el 16 de setembre, l'inventor anglés Clive Sinclair, creador dels microordinadors ZX i,
el 30, el compositor nipó Koichi Sugiyama, autor dels primers Dragon Quest.
El 16 de novembre traspassà Bernie Drummond, grafiste de jocs isomètrics d'Ocean Software com Batman;
el 6 de desembre, Masayuki Uemura, cap de Nintendo R&D2 i cocreador de la Famicom i la Super Famicom;
el 14, Ian Hetherington, cofundador de l'empresa Psygnosis;
i, el 28, John Madden, promotor dels jocs de futbol americà Madden NFL.

...............................................................................................................................................................

## Esdeveniments
Països Catalans
- 16 de febrer, Lleidaː Detenen al raper Pablo Hasél a la Universitat de Lleida, on s'havia tancat amb diversos simpatitzants per a dificultar el seu arrest. Va donar peu a una sèrie de protestes en contra del seu empresonament a Catalunya i, en menor mesura, també a la resta de l'estat espanyol.
- 24 de maig, Barcelona, Catalunya: Pere Aragonès i Garcia pren possessió com a 132è President de la Generalitat de Catalunya.[30]
- 29 de novembre: la jugadora de futbol Alèxia Putellas del FC Barcelona esdevé la primera catalana a guanyar la Pilota d'Or.[31]

Resta del món
- 6 de gener: Assalt al Capitoli per part dels seguidors de Donald Trump. Moren 5 persones i més de 80 són detingudes.
- 8 de gener - La República Popular de la Xina condemna a mort a Lai Xiaomin, expresident de Huarong, per corrupció.
- 29 de gener, Regne Unit: El govern anuncia que diumenge posarà en marxa un nou visat més permissiu per als ciutadans de Hong Kong amb passaport nacional britànic (d'ultramar). Com a resposta, la República Popular de la Xina anuncia que en la mateixa data deixarà de reconèixer aquest passaport.[32][33]
- 1 de febrer, Myanmar: Es produeix un cop d'estat que aparta a Aung San Suu Kyi del poder i restableix el règim militar.[34]
- 22 de febrer, Kivu del Nord, República Democràtica del Congo: Mor assassinat Luca Attanasio, l'ambaixador italià al país, en un atac contra una delegació de l'ONU.
- 3 d'abril, Jordània: Intent de cop d'estat.
- 16 de maig, Göteborg, Suècia: El Futbol Club Barcelona femení guanya la Lliga de Campions Femenina de la UEFA de la temporada 2020-2021 després de vèncer el Chelsea FC per 0 gols a 4.[35]
- 4 d'agost,
  - Tòquio, Japó: La velocista belarussa Krystsina Tsimanouskaya rep asil polític a Polònia mitjançant un visat humanitari després dels intents del Comitè Olímpic de Belarús de repatriar-la dels Jocs Olímpics d'Estiu 2020 contra la seva voluntat.
  - Pandèmia de COVID-19: El nombre de casos confirmats de COVID-19 supera els 200 milions a tot el món.
- 5 d'agost, regió d'Amhara, Etiòpia: les Forces de Defensa de Tigre s'apoderen de Lalibela, declarat Patrimoni de la Humanitat.
- 14 d'agost, Haití: Un terratrèmol de 7,2 graus de magnitud sacseja el país, matant a més de 2.100 persones.
- 15 d'agost, Kabul, Afganistan: Els talibans capturen Kabul; el govern afganès es rendeix als talibans.
- 24 d'agost, Tòquio, Japó: Se celebren els Jocs Paralímpics d'Estiu de 2020.
- 26 d'agost, Kabul, Afganistan: Es produeixen atemptats suïcides a l'aeroport de Kabul, en que almenys 182 persones moren, inclosos 13 soldats estatunidencs.
- 30 d'agost, Kabul, Afganistan: Els Estats Units retira les seves últimes tropes de l'aeroport internacional Hamid Karzai de Kabul, posant fi a 20 anys d'operacions a l'Afganistan.
- 5 de setembre, Guinea: Militars derroquen el govern i es fan amb el control de tot el país.[36]
- 7 de setembre,
  - El Salvador es converteix en el primer país del món a acceptar el Bitcoin com a moneda oficial.[37]
  - Mèxic: La Suprema Cort de Justícia de la Nació dictamina per unanimitat la despenalització de l'avortament.[38]
- 10 de setembre, Mar Bàltica: Es completa el gasoducte Nord Stream 2.[39]
- 15 de setembre,
  - Centre espacial John F. Kennedy, Florida: S'enlaira la primera missió espacial integrada completament per civils, per a un viatge orbital que durarà tres dies.[40]
  - Regió Indo-Pacífica: Es forma un pacte de seguretat trilateral entre Austràlia, el Regne Unit i els Estats Units anomenat AUKUS per a contrarestar la influència de la Xina. Això inclou la possibilitat que Austràlia construeixi la seva primera flota de submarins de propulsió nuclear.[41]
- 18 de setembre, Portugal: L'Assemblea de la República Portuguesa aprova traslladar el Tribunal Constitucional a Coïmbra per a finals de 2023.[42]

## Premis Nobel
| Camp                  | Guardonats                                           |
| --------------------- | ---------------------------------------------------- |
| Física                | - Syukuro Manabe - Klaus Hasselmann - Giorgio Parisi |
| Química               | - Benjamin List - David MacMillan                    |
| Literatura            | - Abdulrazak Gurnah                                  |
| Medicina o Fisiologia | - David Julius - Ardem Patapoutian                   |
| Pau                   | - Maria Ressa - Dmitri Muràtov                       |
| Economía              | - David Card - Joshua Angrist - Guido Imbens         |

## Aniversaris
- 24 de juny. Bicentenari de la Segona Batalla de Carabobo, Veneçuela).
- 28 de juliol. Bicentenari de la independència de Perú.
- 13 d'agost. Es compleixen 500 anys de la rendició de Tenochtitlán, Mèxic).
- 11 de setembre. Es compleixen 20 anys dels Atemptats de l'11 de setembre de 2001 a Nova York.
- 15 de setembre. Bicentenari de la independència d'alguns països de Centreamèrica de l'Imperi Espanyol, Guatemala, El Salvador, Hondures, Nicaragua i Costa Rica).
- 27 de setembre. Bicentenari de la independència de Mèxic.
- 28 de novembre. Bicentenari de la independència de Panamà.

## Necrològiques
Països Catalans
- 11 de gener - Barcelona: Tom Roca, ninotaire i productor i director de programes televisius.[43]
- 18 de gener - Barcelona: Josep Maria Mestres Quadreny, compositor. Fou president de la Fundació Joan Brossa i patró emèrit de la Fundació Joan Miró[44]
- 20 de gener - Sant Quirze Safaja: Manuel Soler i Alegre, pilot de trial. Va ser el primer català en guanyar una prova del campionat del món de trial el 1979 (n. 1957).[45]
- 21 de gener: 
  - Barcelona: Jordi Fàbregas i Canadell, músic. El 1988 va ser cofundador el Festival Tradicionàrius de música folk[46]
  - Alacant: Solveig Nordström, arqueòloga sueca. Va dedicar la seva vida professional a l'estudi de la història antiga del sud del País Valencià i a l'art rupestre llevantí (n. 1923).[47]
- 22 de gener - Barcelona: Helena Cambó i Mallol, mecenes catalana i filla del polític Francesc Cambó[48]
- 27 de gener:
  - Valldoreix, Vallès Occidental: Carles Perelló i Valls, matemàtic i enginyer[49]
  - València, Comarca de València: Adrián Campos Suñer, pilot de carreres. Va córrer a la Fórmula 1 l'any 1987 i 1988 per a l'equip Minardi[50]
- 16 de febrer - Barcelonaː Joan Margarit i Consarnau, poeta, arquitecte i professor universitari (n. 1938).[51]
- 19 de febrer - Barcelona: Antònia Sanjuan i Vidal –Antoñita Rusel–, cantant dels anys 40 i 50 del segle xx (n. 1923).[52]
- 21 de febrer - Elx, el Baix Vinalopó: Agustí Agulló, activista cultural. Fou un dels creadors del Casal Jaume I d'Elx (n. 1958)[53]
- 22 de febrer - Museros, l'Horta Nord: Vicent Ruiz Sanfélix, el Xato de Museros, pilotaire valencià, considerat el millor punter i mitger de la història[54]
- 18 de març - Moià, Moianès: Picanyol, ninotaire[55]
- 20 de març - Capellades: Anton Font i Bernadet, pedagog i mim. Va ser un dels fundadors de la companyia de teatre Els Joglars[56]
- 21 de març - Cerdanya: Josep Baselga i Torres, oncòleg. Premi Internacional Catalunya el 2016 (n. 1959).[57]
- 30 de març, Barcelona: Maria Bofill, ceramista catalana (n. 1937).[58]
- 26 de maig - Santiago de Xile: Roser Bru Llop, pintora i gravadora catalana resident a Xile des del 1939 (n. 1923).
- 6 d'abril
  - Sant Cugat del Vallès: Arcadi Oliveres i Boadella, economista i activista català (n. 1945).[59]
  - Perpinyà: Eliana Thibaut i Comalada, escriptora i gastrònoma (n. 1928).[60]
- 7 d'abril - València: Antonio Calpe, futbolista de la dècada del 1960. Jugà al Reial Madrid sis temporades (n. 1940).[61]
- 17 d'abril: 
  - Barcelona: Josep Mussons i Mata, empresari i dirigent esportiu (n. 1925).[62]
  - Manresa: Joan Badia i Pujol, filòleg, professor, activista i polític (n. 1951).[63]
- 3 de maig - Barcelonaː Roser Agell i Cisa, pintora, dibuixant i gravadora catalana (n. 1924).[64]
- 8 de maig - Sabadellː Lluís Casanovas i Riera, capellà i sindicalista (n. 1944).[65]
- 10 de maig - Puigverd de Lleida, Segrià: Josep Maria Batlle, agricultor i polític. Va ser senador pel PSC (n. 1949).[66]
- 18 de juny - Emma Roca, corredora i esquiadora de muntanya. Era també doctora en bioquímica i bombera professional (n. 1973).[67]
- 25 de juny - l'Escala: Lluís Albert i Rivas, musicòleg i compositor. Nebot de Caterina Albert (n. 1923).[68]
- 11 de juliol: 
  - La Vall d'en Bas, La Garrotxa: Ramon Basiana i Vers, dirigent esportiu català. Va ser president de la Federació Catalana de Patinatge entre 2002 i 2021 (n. 1957).[69]
  - Berga, el Berguedà: Jordi Cussà i Balaguer, escriptor, traductor i actor català.[70]
- 13 de juliol - Palma: Joan Parets Serra, prevere i musicòleg mallorquí.[71]
- 16 de juliol - Barcelonaː Josep Maria Gay de Liébana, economista i assessor esportiu català (n. 1953).[72]
- 29 de juliol - Barcelona: Renata Muller von Rathlef, gimnasta catalana especialitzada en gimnàstica artística (n. 1939).[73]
- 30 de juliol - Tarragona: Josep Sendra i Navarro, polític català. Va formar part de la Comissió dels Vint que va redactar l'avantprojecte d'Estatut d'Autonomia de Catalunya de 1979 (n. 1932).[74]
- 31 de juliol - el Genovès, la Costera: Paco Cabanes Pastor, "el Genovès", pilotari valencià. És considerat una de les cinc figures del segle xx en l'escala i corda (n. 1954).[75]
- 23 d'agost - Barcelona: Xavier Mercadé i Simó, fotoperiodista musical.[76]
- 5 de setembre - Elna, el Rossellóː Renada Laura Portet, escriptora (n. 1927).[77]
- 13 de novembre - Valènciaː Alfredo Roselló, el Tio Fredo, humorista i cantautor xativí (n. 1950).[78]
- 9 de desembre - ?ː Ramon Muntaner, cantautor català (n. 1950).[79]

Resta del món
- 1 de gener, Lisboa: Carlos do Carmo, cantant portuguès que va aconseguir dimensió internacional a través del fado (n. 1939).[80]
- 7 de gener, Belgrad: Biserka Cvejić, mezzosoprano sèrbia d'origen croat.[81]
- 16 de gener, K2, Pakistan: Sergi Mingote, alpinista i polític (n. 1971).[82]
- 17 de gener, Stockton, Califòrniaː Phil Spector, músic i productor musical (n. 1939).[83]
- 21 de gener, Mola di Bari, Pulla, Itàliaː Cecilia Mangini, fotògrafa i primera directora de cinema documental italiana (n. 1927).[84]
- 23 de gener, Los Angeles, EUA: Larry King, periodista i presentador de televisió (n. 1933).[85]
- 28 de gener, Ballainvilliers: Alice Recoque, enginyera informàtica francesa (n. 1929).[86]
- 29 de gener, Ciutat de Mèxic: Beatriz Barba, primera arqueòloga de Mèxic (n. 1928).[87]
- 5 de febrer, Weston, Estats Units: Christopher Plummer, actor canadenc (n. 1929).[88]
- 9 de febrer, Àrea de la badia de Tampa, Florida: Chick Corea, pianista de jazz i jazz-rock estatunidenc (n. 1941).[89]
- 10 de febrer, Los Angeles, Califòrnia: Larry Flynt, editor. Productor principalment de material pornogràfic (n. 1942).[90]
- 14 de febrer, Buenos Aires, Argentina: Carlos Saúl Menem, polític i advocat argentí. Va ser President de l'Argentina del 1989 al 1999.[91]
- 27 de febrer, Ate, la Provençaː Sèrgi Bèc, poeta i escriptor occità. Va escriure la seva obra poètica en occità i la narrativa en francès (n. 1933).[92]
- 21 de març, El Caire, Egipte: Nawal al-Sa'dawi, escriptora, metgessa i activista feminista egípcia, Premi Internacional Catalunya 2003 (n. 1931).[93]
- 9 d'abril, Castell de Windsor, Berkshire, Regne Unit: Felip d'Edimburg, rei consort de la reina Elisabet II del Regne Unit (n. 1921).[94]
- 16 d'abril, Londres, Regne Unit: Helen McCrory, actriu anglesa (n. 1968).[95]
- 24 d'abril, Klosterneuburg, Àustria: Christa Ludwig, mezzosoprano alemanya (n. 1928).[96]
- 28 d'abril, Naples, Floridaː Michael Collins, astronauta. Va ser el pilot del mòdul de comandament de l'Apol·lo 11 (n. 1930).[97]
- 14 de maig, Tallinn, Estònia: Ester Mägi, compositora estoniana (n. 1922).[98]
- 18 de maig, Milo (Sicília): Franco Battiato, cantautor i compositor italià.[99]
- 22 de maig, Oviedo, Espanya: Francesc Arnau, jugador de futbol. Va ser porter del Barça entre els anys 1998 i 2001 (n. 1975).[100]
- 26 de maig, Santiago de Xile, Xile: Roser Bru Llop, pintora i gravadora catalana (n. 1923).[101]
- 29 de maig, Tel-Aviv, Israelː Dani Karavan, artista plàstic i escultor israelià. Premi Nacional de Cultura l'any 2016 (n. 1930).[102]
- 6 de juny, París, França: Michel Host va ser un columnista literari, traductor i escriptor francès. Va rebre el Premi Goncourt de l'any 1986 per la seva novel·la "Valet de nuit".(n. 1942).[103]
- 29 de juny, Taos, Nou Mèxic, EUA: Donald Rumsfeld, polític i empresari nord-americà (n. 1932).[104]
- 5 de juliol, Roma, Itàlia: Raffaella Carrà, presentadora de televisió, cantant i actriu italiana (n. 1943).[105]
- 7 de juliol, Pétion-Ville, Haití: Jovenel Moïse, empresari i polític haitià. Va ser president d'Haití del 2017 fins al 2021, quan va ser assassinat[106]
- 24 de juliol, Madrid, Espanya: Carles Romeu Müller, humorista gràfic (n. 1948).[107]
- 9 d'agost, Thousand Oaks: Patricia Hitchcock, actriu anglesa, filla de Hitchcock i Alma Reville.[108]
- 11 d'agost, París: Geneviève Asse, pintora i gravadora francesa, creadora del «blau Asse» (n. 1923).[109]
- 13 d'agost, Flagstaff, Estats Units: Carolyn Shoemaker, astronoma nord-americana. Descobridora amb David H. Levy del cometa Shoemaker-Levy 9[110]
- 29 d'agost, Los Angeles, Estats Units: Ed Asner, actor de cinema i televisió estatunidenc[111]
- 2 de setembre, Atenes, Grècia: Mikis Theodorakis, fou un compositor grec. Guardonat amb el Premi Lenin de la Pau entre els pobles el 1980-82[112]
- 6 de setembre, París, França: Jean-Paul Belmondo, actor francès[113]
- 21 de setembre, Egipte: Mohamed Hussein Tantawi, Polític i general egipci.
- 3 d'octubre, L'Havana, Cuba: Marta Rojas, periodista i escriptora (n. 1928).[114]
- 18 d'octubre, Bethesda (Maryland), EUA: Colin Powell, militar i polític. Va ser Secretari d'Estat amb el govern de George W. Bush[115]
- 30 d'octubre, Moscou, Rússia: Ígor Leonídovitx Kiríl·lov, ponent de la URSS[116]
- 3 de novembre, Majadahonda, Espanya: Georgie Dann, cantant francès especialitzant en la cançó de l'estiu[117]
- 11 de novembre, Ciutat del Cap, Sud-àfrica: Frederik Willem de Klerk, president de Sud-àfrica de l'any 1989 al 1994 i premi Nobel de la Pau el 1994 pels seus esforços per a posar fi a l'Apartheid[118]
- 14 de novembre, París: Etel Adnan, poeta, assagista i artista visual libanesa.[119]
- 22 de novembre, EUA: Noah Gordon, novel·lista estatunidenc[120]
- 8 de desembre, Lima: Susana Higuchi, política i enginyera peruana, primera dama del país entre 1990 i 1994. (n. 1950).[121]
- 9 de desembre, Roma: Lina Wertmüller, guionista i directora de cinema italiana.[122]
- 13 de desembre, Madrid: Verónica Forqué, actriu espanyola, guardonada amb quatre Premis Goya[123]
- 15 de desembre, Berea, Kentucky: bell hooks, intel·lectual, feminista, i militant estatunidenca[124]
- 26 de desembre, Ciutat del Cap, Sud-àfrica: Desmond Tutu, eclesiàstic i pacifista sud-africà[125]
- 28 de desembre, París, França: Sabine Weiss, fotògrafa[126]

## 2021 en la ficció especulativa
Les versions posteriors a 1992 de la novel·la curta Els androides somien xais elèctrics? (1968) situen l'acció en 2021, ja que fins llavors estaven ambientades en aquell any.

Quant a cinema, l'argument de les pel·lícules Moon Zero Two (1969) i Johnny Mnemonic (1995) transcorre en 2021; el final de Click (2006) i del llarg d'anime Your name també té lloc enguany.